# Benedetto Carucci Viterbi
Benedetto Carucci Viterbi (Roma, 8 luglio 1960) è un rabbino e biblista italiano.

## Biografia
Figlio dell'editore romano Beniamino Carucci, si è laureato in Lettere alla Sapienza - Università di Roma e ha studiato presso il Collegio Rabbinico Italiano, dove ha conseguito il titolo di rabbino sotto la guida di Elio Toaff.
Preside delle scuole della comunità ebraica romana, insegna Esegesi biblica e Letteratura rabbinica presso il Collegio Rabbinico Italiano; è  vice direttore del Corso di Laurea in Studi Ebraici del Collegio Rabbinico Italiano e professore invitato presso la Pontificia Università Gregoriana.
Studioso della tradizione rabbinica e di ermeneutica dei testi sacri, ha scritto numerosi saggi in volumi collettanei e monografici.
Ha collaborato con il quotidiano l'Unità e la trasmissione radiofonica di approfondimento religioso Uomini e Profeti; ha partecipato ai Colloqui ebraico-cristiani di Camaldoli.
Sposato con Miriam Barda, ha cinque figli.

## Opere principali
- Il Qaddish, Genova, Marietti, 1991
- Il tashlikh di Rosh ha Shanah, Roma, Centro ebraico Pitigliani, 1992
- Rabbi Aqivà, Brescia, Morcelliana, 2009
- Le luci di Shabbat, Brescia, Morcelliana, 2009
- "Intellettuale ebreo"